# Жолобов, Сергей Иванович
Серге́й Ива́нович Жо́лобов (род. 25 февраля 1959, Москва, РСФСР, СССР) — советский и российский актёр театра и кино.

## Биография
Сергей Жолобов родился 25 февраля 1959 года в Москве. Старший брат — актёр Вячеслав Жолобов. В детстве мальчик много читал и часто посещал драмкружки своей школы. Театральная деятельность сразу отложилась в сердце мальчика, поэтому сразу после окончания школы Сергей подал документы в Щепкинское училище. Успешно пройдя все экзамены, его приняли и возложили огромные надежды. В 1982 году окончил Высшее театральное училище имени М. С. Щепкина (курс М. И. Царёва). Был голосом ТВ-3 с 2001 по 2005 год.

## Театр
Сцене Московского театра комедии (ныне — Российский государственный театр на Покровке) Сергей Жолобов прослужил с 1982 по 1989 год. Затем он перешел в Театр-студию под руководством Е. Радомысленского, однако проработал там всего лишь год.

## Кино
В начале 2000-х в российском кинематографе наметился положительный сдвиг — стали сниматься фильмы, сериалы. Актёры вновь стали становиться востребованными. Однокурсник Сергея Жолобова Дмитрий Харатьян порекомендовал ему обратиться в актёрское агентство. Жолобов отнес свои данные без особой надежды, однако уже вскоре появились первые предложения от кинорежиссёров.
Надо отметить, что Сергей Жолобов был вне актёрской профессии 12 лет. Да и прошлый опыт был лишь театральный, в кино же ему сниматься вообще не доводилось (лишь только в крохотном эпизоде в фильме 1990 года «Взбесившийся автобус»). Потому кинематограф стал для него абсолютно новым полем деятельности, где предстояло всему учиться.
Начинал Сергей Жолобов с небольших ролей — Носов, глава концерна «Итекс» в сериале «Марш Турецкого», американский консул Рэдклиф в сериале «Свободная женщина-2», Протуберанцев в сериале «Сыщики-3». В 2005 году актёр принял участие в популярном молодёжном сериале «Студенты», сыграв Китайгородова, а в 2006 снялся в эпизодической роли в восьмом сезоне сериала «Солдаты».
Знакомство с режиссёром сериала «Солдаты» Сергеем Арлановым сослужило Сергею Жолобову хорошую службу. В том же 2006 году он был утвержден на роль майора Вадима Ротмистрова в сериал «Кадетство». Эта роль стала для актёра по-настоящему звёздной. Сергей Жолобов создал образ грубого и высокомерного офицера, которого терпеть не могут кадеты. Однако было бы крайне поверхностно считать Ротмистрова абсолютно отрицательным персонажем. Жолобов сыграл тоньше и гораздо глубже. Да, он груб с бывшей женой, но при этом безумно любит нынешнюю жену и только что родившуюся дочь. С сыном у него непростые отношения, но и тут за внешней грубостью скрывается настоящая любовь и забота. Словом, получился очень непростой человек со своим восприятием жизни (которое не всем по нраву), со своими проблемами. Именно эта многогранность и сделала персонаж Ротмистрова очень жизненным (кстати, продюсер сериала утверждал, что его прототипом стал настоящий офицер). Это отметили и многочисленные поклонники сериала, среди которых нашлось немало и тех, которые сочувствовали Ротмистрову.
В 2009—2010 снимался в продолжении этого сериала — «Кремлёвских курсантах».
Параллельно Сергей Жолобов снимался и в других проектах. Так в сериале «Моя Пречистенка» (2007—2008) он сыграл генерала Криницына, в драме «Капкан» (2007) — прокурора Николая Кузьмича, в сериале «Принцесса цирка» (2007—2008) — Петра Аркадьевича, в детективе «Аттракцион» (2008) — бизнесмена Любомудрова, в криминальной мелодраме «Учитель в законе. Продолжение» (2010) — бизнесмена Юрия Максимовича Акулова, в сериале «Новости» (2011) — юриста телекомпании Родиона.

## Фильмография
- 1988 — Гулящие люди — эпизод
- 1990 — Взбесившийся автобус — эпизод
- 2000 — Марш Турецкого — Носов, глава концерна «Итекс»
- 2002 — Даша Васильева. Любительница частного сыска-2, эпизод «Эта горькая сладкая месть» — Андрей Федоров
- 2003 — Свободная женщина 2 — Рэдклиф, консул США в России
- 2003 — Полосатое лето — Строитель
- 2003 — Неотложка — эксперт МЧС Шабалов
- 2004 — Сыщики-3 — Валерьян Самойлович Протуберанцев, вице-президент банка
- 2004 — Слепой — аналитик
- 2004 — Звездочёт
- 2004 — Пепел Феникса (Украина) — Артур Францевич
- 2005 — Частный детектив — Гладилин
- 2005 — Гибель империи — социал-демократ, помощник Стеклова
- 2005 — Атаман — Алексей Алексеевич Данилов
- 2005-2006 — Студенты — 1 — Китайгородов Эрнст Валентинович, декан факультета финансов
- 2005 — Неотложка-2 — аксперт МЧС Шабалов
- 2006 — Моя Пречистенка — Криницын, генерал
- 2006 — Ненормальная — представитель голландской делегации
- 2006 — Инфант (Украина) — Вадим
- 2006 — Телохранитель — киллер
- 2006 — Солдаты (8 сезон) — Эдуард Константинович Волен
- 2006 — Кодекс чести-3 — полковник Черкасский Борис Леонидович
- 2006-2007 — Кадетство — Вадим Юрьевич Ротмистров, майор/подполковник, офицер-воспитатель, отец Алексея Сырникова
- 2007 — Слуга Государев — шведский генерал
- 2007 — Любовь-морковь — судья
- 2007 — Агентство алиби
- 2007 — Капкан — Николай Кузьмич, прокурор
- 2007 — Александровский сад-2 — главный редактор
- 2008 — Принцесса цирка — Пётр Аркадьевич
- 2008 — Аттракцион Захват — Любомудров
- 2009-2010 — Кремлёвские курсанты — Вадим Юрьевич Ротмистров, подполковник, отец Алексея Сырникова
- 2009 — Высший пилотаж — Прошин
- 2009 — Бомжиха-2 — Роман Сергеевич
- 2010 — Дом образцового содержания — Гриневский
- 2010 — Учитель в законе. Продолжение — Юрий Максимович Акулов
- 2011 — Поединки. Выбор агента Блейка — Вивиан Холт, консул Великобритании в Южной Корее
- 2011 — Новости — Родион, юрист телекомпании
- 2011 — Манна небесная — полковник ФСБ
- 2016 — Таинственная страсть — Юрий Владимирович Андропов
- 2022 — Шифр (3 сезон) — Иван Сергеевич Градов, посол СССР во Франции
- 2022 — Слуга государев режиссёрская версия — шведский генерал
- 2024 — Зло — Юрий Владимирович Андропов

Принимал участие в детской передаче Будильник: «Ярмарка скороговорок» 1988 года и «Детство Пушкина» 1989 года (исполнил роль Николая Михайловича Карамзина).

## Участие в ток-шоу
Сергей Жолобов неоднократно становился гостем телепередач «Пусть говорят (ток-шоу)», «Время покажет», «За и против» и т. д. 26 июня 2019 года стал участником ток-шоу «На самом деле».